# Кавказка боровинка
Кавказката боровинка (Vaccinium arctostaphylos), наричана още Странджанска боровинка, е вид боровинка от семейство Пиренови. В България е реликтен и застрашен вид. Включен е в Червената книга на България и в Закона за биологичното рзнообразие.

## Описание
Представлява храст с височина до 3 m. Стъблата му са разклонени. Имат гладка и кафява кора. Листата му са опадливи. Достигат дължина 40 – 70 mm и са широки до 18 – 30 mm. Те са продълговатоелипсовидни и ситноназъбени. Отдолу са с ясно мрежовидно жилкуване. Цветовете са в рехави гроздовидни съцветия. Венчето е камбанковидно и бледочервеникаво. Плодът представлява черна сферична ягода, а семената са многобройни, с размери 1,5 – 1,7 mm, бледооранжеви на цвят. Цъфти през май – юни и узрява през август – септември. Размножава се със семена.

## Разпространение
В България се среща рядко в Странджа. По-широко е разпостранена е на Балканския полуостров, северната част на Мала Азия, Кавказ и Малък Кавказ.